# Melanie S. Sanford
Melanie Sarah Sanford (* 1975 in New Bedford, Massachusetts) ist eine Chemikerin an der University of Michigan.
Sanford wuchs in Providence, Rhode Island auf. Sie erwarb 1996 bei Robert H. Crabtree an der Yale University sowohl einen Bachelor als auch einen Master in Chemie und 2001 mit der Arbeit Synthetic and Mechanistic Investigations of Ruthenium Olefin Metathesis Catalysts bei dem Nobelpreisträger Robert Grubbs am California Institute of Technology einen PhD. Als Postdoktorandin arbeitete sie bei John T. Groves an der Princeton University, bevor sie 2003 eine Professur an der University of Michigan annahm.
Sanford befasst sich mit einem Grenzgebiet der organischen und anorganischen Chemie, der organo-metallischen Chemie, insbesondere mit der Katalysator-gesteuerten Synthese komplexer Moleküle. Mittels aktivierten Palladiums und anderer Übergangsmetalle sollen Wasserstoffatome in Kohlenstoff-Wasserstoff-Bindungen gezielt durch andere Atome (zum Beispiel Fluor) oder funktionelle Gruppen ersetzt werden (Methan-Funktionalisation, methane functionalization). Verwandte Forschungsthemen sind die Alken-Difunktionalisierung (alkene difunctionalization) und Kreuzkupplungsreaktionen. Weitere Arbeiten befassen sich mit katalytischer Fluorierung und der Entwicklung von Redox-Flow-Batterien.
Sanford erhielt eine Reihe von Auszeichnungen, darunter 2011 den American Chemical Society Award in Pure Chemistry, 2011 ein MacArthur Fellowship, 2012 den Paul N. Rylander Award der Organic Reactions Catalysis Society, 2013 den Sackler-Preis für Chemie und 2021 den American Chemical Society Award in Organometallic Chemistry. 2023 war sie Prelog Lecturer. 2010 wurde sie zum Fellow der American Association for the Advancement of Science gewählt, 2016 zum Mitglied der National Academy of Sciences und der American Academy of Arts and Sciences.
Melanie Sanford ist verheiratet, ihr Mann ist ebenfalls Chemiker.